# Pimelodus britskii
Pimelodus britskii är en fiskart som beskrevs av Julio C. Garavello och Shibatta 2007. Pimelodus britskii ingår i släktet Pimelodus och familjen Pimelodidae. Inga underarter finns listade i Catalogue of Life.